# Zapardiel de la Cañada
Zapardiel de la Cañada és un municipi de la província d'Àvila, a la comunitat autònoma de Castella i Lleó.